# František Václav z Nostic-Rienecku
František Václav Arnošt hrabě z Nostic-Rienecku (německy Franz Wenzel Ernst von Nostitz-Rieneck, 1697 – 19., 20. nebo 23. září 1765, Praha) byl český šlechtic z rodu Nosticů, císařský komorník, říšský dvorní rada, diplomat, majitel několika panství v různých částech Čech a sběratel umění.

## Život
Narodil se jako syn hraběte Václava Desideria z Nostic (1669, Vídeň – 1700, Praha) a jeho manželky Marie Alžběty Kinské z Vchynic a Tetova (1670 nebo 1673, Chlumec nad Cidlinou –1748, ?).
Po otci zdědil několik panství ve středních a severních Čechách. Poblíž Prahy mu patřilo panství Pakoměřice a v severních Čechách vlastnil Velké Žernoseky a Trmice. V době převzetí dědictví byl nezletilý a o majetek se jako poručnice starala matka Marie Alžběta, rozená Kinská. Ta se ale v roce 1702 podruhé provdala za hraběte Františka Karla Vratislava z Mitrovic a odjela s ním na diplomatické mise do Německa. Poručnickou správu poté převzal Františkův strýc Antonín Jan z Nostic (1652–1736). Ten nakonec zemřel bezdětný a František Václav po něm zdědil další rodový majetek, říšské hrabství Rieneck a rozsáhlé panství Falknov-Jindřichovice v západních Čechách. Díky tomu František Václav ve svých rukou soustředil znovu všechen majetek v rozsahu zakladatele rodové moci Jana Hartvíka.
Součástí dědictví byla mimo jiné rozsáhlá sbírka umění (1400 obrazů), kvůli finančním potížím však musel František Václav ještě v témže roce část sbírky prodat. V dražbě bylo prodáno 323 obrazů.

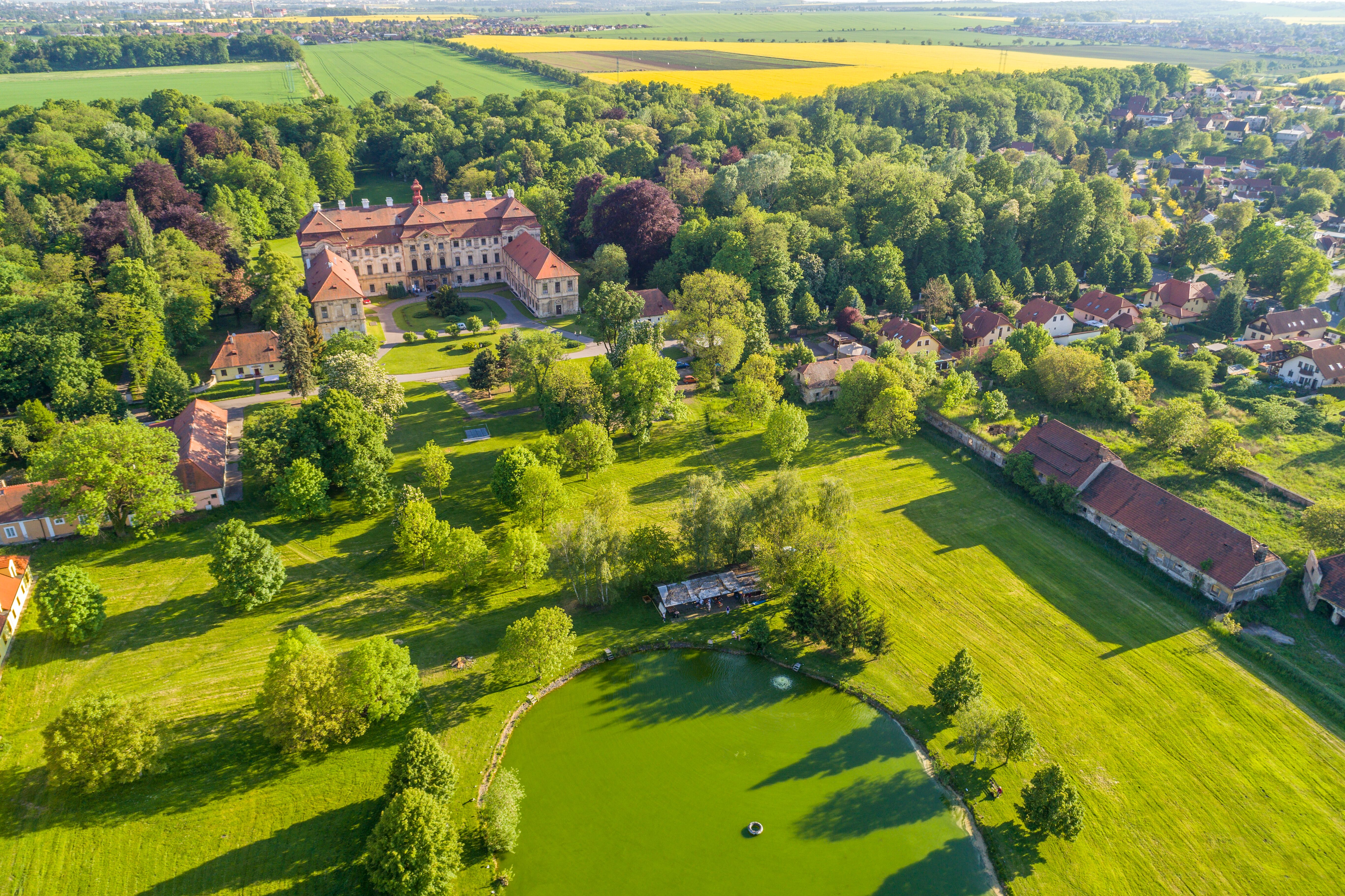
Zámek Měšice, spolu s parkem a hospodářským dvorem

Na svých panstvích měl František Václav k dispozici několik sídel, v Praze rodině patřil Nostický palác přestavěný kolem roku 1760 podle projektu Antonína Haffeneckera. V západních Čechách byl příležitostným sídlem zámek Jindřichovice. Svou pozornost zaměřil František Václav na pakoměřické panství, které bylo z rodových majetků nejblíže k Praze. Začal budovat zámecký areál Měšice jako nové hlavní rodové sídlo Nosticů v blízkostí nevyhovující tvrze, která stála od přelomu 13. a 14. století přibližně 300 m jižně od dnešního zámku, do prostředí pozdněbarokního komplexu, o jehož hlavním autorovi se nedochovaly záznamy. Je doložena pouze spolupráce předních spolupracovníků Kiliána Ignáce Dientzenhofera, hradního tesaře Josefa Löfflera a kameníka Františka Lauermanna. Rokokový zámek nechal později zbudovat jeho syn František Antonín z Nostic-Rienecku v letech 1767–1775.

### Manželství a rodina
František Václav z Nostic se 26. července 1719 v Mohuči oženil s hraběnkou Kateřinou Alžbětou ze Schönborn-Buchheimu (1692, Mohuč –1777, Praha), dcerou Melichara Bedřicha ze Schönbornu. Oddávajícím knězem byl nevěstin strýc, mohučský arcibiskup Lotar František ze Schönbornu. Díky získaným příbuzenským vazbám na vlivný rod Schönbornů byl Nostic jmenován členem říšské dvorské rady (1721) a byl účastníkem několika diplomatických misí. Při příležitosti korunovace Karla VI. českým králem v Praze byl v roce 1723 jmenován císařským komorníkem a později obdržel titul tajného rady. Z manželství se narodili dva synové:
- František Antonín z Nostic-Rienecku (1725-1794), nejvyšší purkrabí, mecenáš a podporovatel české kultury, stavitel Nosticova divadla.
- Bedřich Mořic (1728-1796), od roku 1767 polní podmaršálek, roku 1785 generál jezdectva a od roku 1795 polní maršál a předseda dvorské válečné rady, roku 1791 byl stejně jako jeho bratr jmenován rytířem řádu zlatého rouna.

František Václav Nostic zemřel ve svém pražském paláci v roce 1765 a byl pohřben v rodové hrobce v kostele sv. Antonína Paduánského ve Falknově.